# Червонка (Соколовський повіт)
Червонка (пол. Czerwonka) — село в Польщі, у гміні Соколів-Підляський Соколовського повіту Мазовецького воєводства.
Населення — 118 осіб (2011).
У 1975-1998 роках село належало до Седлецького воєводства.

## Демографія
Демографічна структура станом на 31 березня 2011 року:
|          | Загалом | Допрацездатний вік | Працездатний вік | Постпрацездатний вік |
| -------- | ------- | ------------------ | ---------------- | -------------------- |
| Чоловіки | 57      | 14                 | 42               | 1                    |
| Жінки    | 61      | 9                  | 33               | 19                   |
| Разом    | 118     | 23                 | 75               | 20                   |